# Hieracium naviense
Hieracium naviense es una especie de planta con flor del género Hieracium, de la familia Asteraceae, orden Asterales.

## Distribución
Hieracium naviense se distribuye por Inglaterra.

## Taxonomía
Fue descrita científicamente por J. N. Mills.